# IC 3453
IC 3453 ist eine irreguläre Galaxie vom Hubble-Typ Irr B im Sternbild Coma Berenices am Nordsternhimmel. Sie ist schätzungsweise 112 Millionen Lichtjahre von der Milchstraße entfernt.
Das Objekt wurde am 7. Mai 1904 von Royal Harwood Frost entdeckt.